# Saison 2015 de l'équipe cycliste Sunweb-Napoleon Games
La saison 2015 de l'équipe cycliste Sunweb-Napoleon Games est la neuvième de cette équipe.

## Préparation de la saison 2015

### Arrivées et départs
| Arrivées               | Équipe 2014      |
| ---------------------- | ---------------- |
| Angelo De Clercq       | Josan-To Win     |
| Thomas Joseph          |                  |
| Angelo Van Den Bossche | Vistamedia Hamme |
| Elias Van Hecke        |                  |

| Départs         | Équipe 2015        |
| --------------- | ------------------ |
| Vinnie Braet    | Colba-Superano Ham |
| Dominique Cornu | Verandas Willems   |

## Coureurs et encadrement technique

### Effectif
| Cycliste               | Date de naissance | Nationalité | Équipe 2014           |  |
| ---------------------- | ----------------- | ----------- | --------------------- |  |
| Jim Aernouts           | 23 mars 1989      | Belgique    | Sunweb-Napoleon Games |  |
| Angelo De Clercq       | 10 décembre 1991  | Belgique    | Josan-To Win          |  |
| Thomas Joseph          | 6 décembre 1996   | Belgique    |                       |  |
| Tim Merlier            | 30 octobre 1992   | Belgique    | Sunweb-Napoleon Games |  |
| Kevin Pauwels          | 12 avril 1984     | Belgique    | Sunweb-Napoleon Games |  |
| Angelo Van Den Bossche | 18 novembre 1996  | Belgique    | Vistamedia Hamme      |  |
| Elias Van Hecke        | 19 mars 1996      | Belgique    |                       |  |
| Yorben Van Tichelt     | 12 juillet 1994   | Belgique    | Sunweb-Napoleon Games |  |
| Dieter Vanthourenhout  | 20 juin 1985      | Belgique    | Sunweb-Napoleon Games |  |
| Michael Vanthourenhout | 10 décembre 1993  | Belgique    | Sunweb-Napoleon Games |  |
| Klaas Vantornout       | 19 mai 1982       | Belgique    | Sunweb-Napoleon Games |  |
| Gianni Vermeersch      | 19 novembre 1992  | Belgique    | Sunweb-Napoleon Games |  |

## Bilan de la saison

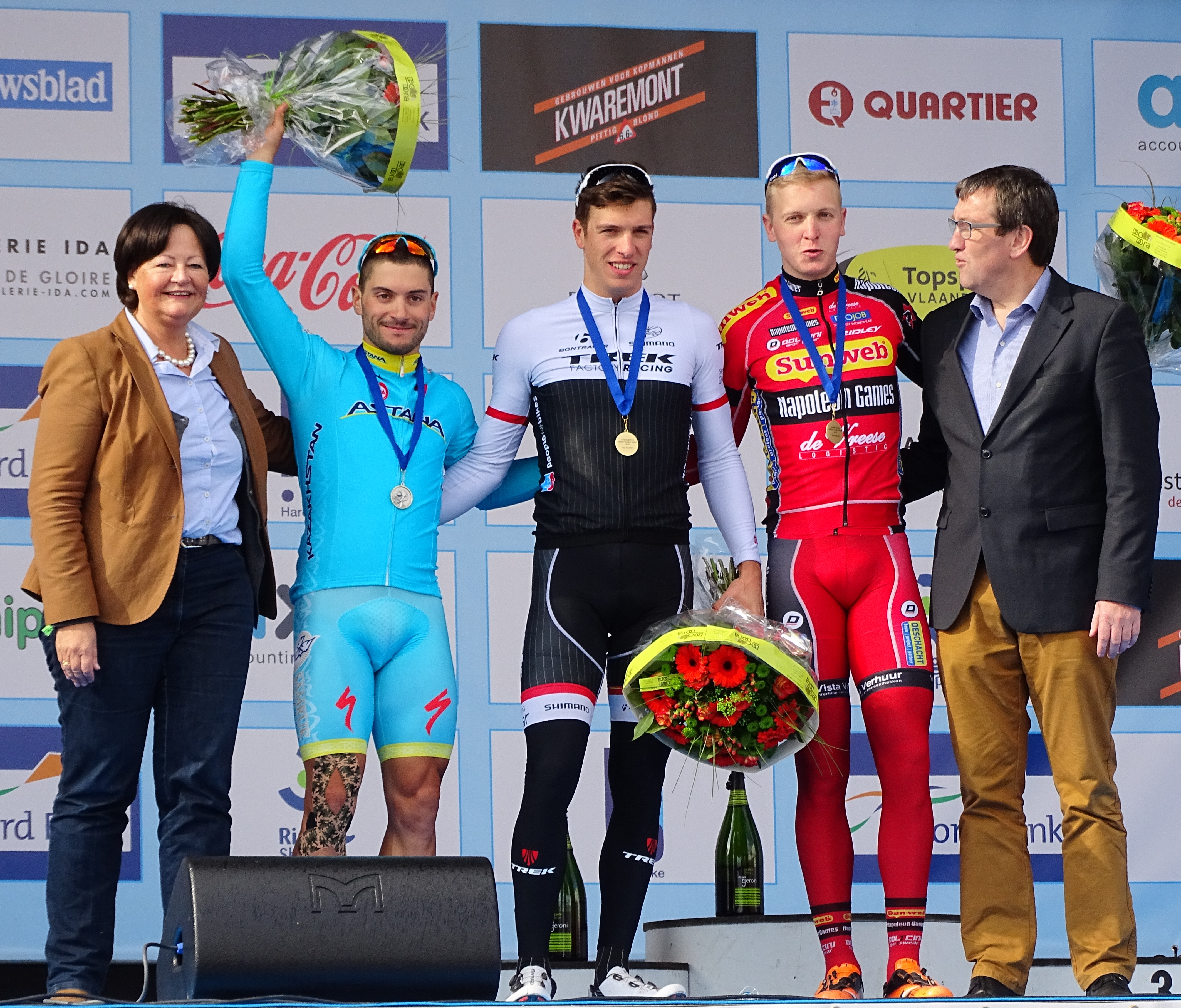
Podium de E3 Sprint Challenge, course d'attente du Grand Prix E3 2015 : Andrea Guardini (2e), Danny van Poppel (1er) et Tim Merlier (3e).

### Victoires

#### Sur route

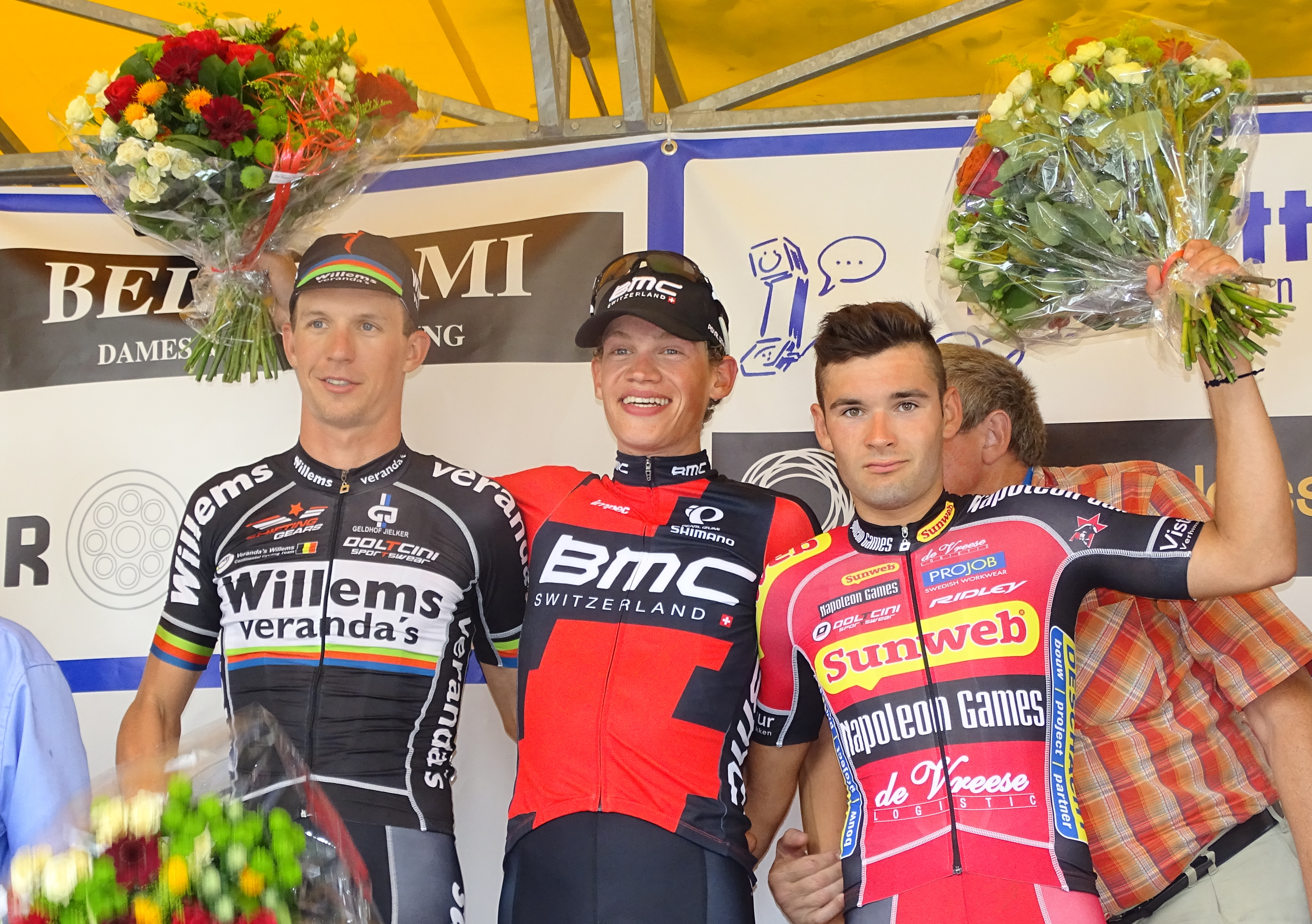
Podium de l'édition 2015 du Circuit Het Nieuwsblad espoirs : Dimitri Claeys (2e), Floris Gerts (1er) et Gianni Vermeersch (3e).

| Date | Course | Pays | Classe | Vainqueur |
| ---- | ------ | ---- | ------ | --------- |

#### En cyclo-cross
| Date       | Course                                              | Pays     | Classe | Vainqueur              |
| ---------- | --------------------------------------------------- | -------- | ------ | ---------------------- |
| 11/01/2015 | Championnat de Belgique de cyclo-cross              | Belgique | CN     | Klaas Vantornout       |
| 12/01/2015 | Cyclocross Otegem                                   | Belgique | C2     | Kevin Pauwels          |
| 01/02/2015 | Championnats du monde de cyclo-cross espoirs, Tábor | Tchéquie | CM     | Michael Vanthourenhout |
| 04/02/2015 | Parkcross, Maldegem                                 | Belgique | C2     | Kevin Pauwels          |
| 14/02/2015 | Superprestige #8, Middelkerke                       | Belgique | C1     | Kevin Pauwels          |
| 27/09/2015 | Radcross Illnau, Illnau-Effretikon                  | Suisse   | C2     | Dieter Vanthourenhout  |

### Classement UCI

#### UCI Europe Tour
| Rang | Coureur | Points |
| ---- | ------- | ------ |